# Reinhard Schiemann
Reinhard Ernst Schiemann (* 20. März 1926 in Wöterkeim, Kreis Friedland (Ostpreußen); † 4. November 1988 in Rostock) war ein deutscher Chemiker und Tierernährungswissenschaftler. Er ist der Bruder von Helmut Schiemann.

## Leben und Wirken
Reinhard Schiemann, viertes Kind eines Fuhrhalters, legte an der Oberschule in Bartenstein 1944 die Reifeprüfung ab und wurde im selben Jahr zur Wehrmacht eingezogen. 1946 kehrte er aus jugoslawischer Kriegsgefangenschaft zurück und nahm an der Universität Rostock ein Chemiestudium auf. Bereits 1949 legte er das Diplomexamen ab und promovierte 1951 mit dem Thema „Untersuchungen zum Humusproblem“ bei Kurt Nehring zum Dr. phil. Das Zusammentreffen der beiden Männer war ein glücklicher Umstand für die späteren Erfolge der Energieforschung. Nach zweijähriger Assistentenzeit am Institut für Agrikulturchemie und Bodenkunde der Universität Rostock trat er 1953 in das neugegründete Oskar-Kellner-Institut für Tierernährung (OKI) ein. Es war ein Institut der Deutschen Akademie der Landwirtschaftswissenschaften zu Berlin und bestand anfangs aus den Bereichen Leipzig und Rostock. Sein Gründungsdirektor war Akademiemitglied Kurt Nehring. Von 1954 bis 1960 entstand in Rostock ein aus vier Forschungsgebäuden bestehender Neubau des OKI. Die Funktion des Bauherren übte im Wesentlichen Schiemann aus.
1955 habilitierte er sich an der Landwirtschaftlichen Fakultät der Universität Rostock mit der Schrift Kritische Betrachtungen über die Entwicklung der Stärkewertlehre Oskar Kellners. Die bedeutungsvollste Schlussfolgerung in dieser Arbeit war, dass es sinnvoll und lohnend erschien, im Sinne Oskar Kellners auf dem Gebiet der energetischen Futterbewertung weiterzuarbeiten.
Im Jahre 1958 erhielt Schiemann die Berufung zum Wissenschaftlichen Abteilungsleiter und 1963 die Ernennung zum Professor der Akademie der Landwirtschaftswissenschaften. Aufbau, Bedeutung und Anerkennung der Rostocker Energieforschung sind eng mit dem Namen Schiemann verbunden. Unter seiner wissenschaftlichen Leitung führten in der Abteilung Energieforschung Wissenschaftler, Versuchstechniker und Laboranten bei Einsatz von Respirationsanlagen Gesamtstoffwechselversuche an verschiedenen Tierarten durch. Die Ergebnisse des Versuchsmaterials bildeten die Grundlage für die energetische Bewertung der Futtermittel sowie für Ableitungen zum Energiebedarf landwirtschaftlicher Nutztiere. Darauf aufbauend wurde ein Futterbewertungssystem entwickelt; auch in anderen Ländern dienten das Versuchsmaterial sowie Schlussfolgerungen daraus in Teilen für Futterbewertungssysteme.
In etwa 300 wissenschaftlichen und populärwissenschaftlichen Veröffentlichungen sind die Ergebnisse seiner Arbeit dokumentiert. Dazu gehören die Werke Energetische Futterbewertung und Energienormen sowie DDR-Futterbewertungssystem. Das Buch DDR-Futterbewertungssystem umfasst das Gebiet der Futterwirtschaft und Fütterung. Energetischer Maßstab für die Futterbewertung ist die Nettoenergie-Fett, eine Weiterentwicklung des Stärkewertes.
Mit Systematik konzentrierte sich Reinhard Schiemann auf die Ableitung von praktikablen Empfehlungen für die Tier- und Pflanzenproduktion aus den Ergebnissen der Grundlagenforschung.

## Ehrungen und Auszeichnungen
Kurt Nehring hatte ihn als seinen Nachfolger im Amt des Direktors des OKI vorgesehen. Politische Gründe ließen den Vorschlag jedoch nicht Wirklichkeit werden. Schiemann wurde die Leitung nationaler und internationaler Arbeitsgruppen übertragen, wie beispielsweise die Koordinierung von Forschungsarbeiten im Rahmen des RGW. Seit Gründung der Sektion Tierernährung der Gesellschaft für Ernährung in der DDR war er Mitglied des Vorstandes und von 1982 bis 1986 ihr Vorsitzender. Im Editorial Board des Archivs für Tierernährung bemühte er sich um die Förderung des wissenschaftlichen Niveaus dieser Zeitschrift und um kritische Begutachtung der zur Veröffentlichung eingereichten Arbeiten.
Seit 1969 war Schiemann Mitglied der Deutschen Akademie der Naturforscher Leopoldina in Halle und wurde kurz vor seinem Tode zum Obmann für Landbauwissenschaften gewählt. Seine höchsten Auszeichnungen waren 1959 der Henneberg-Lehmann-Preis der Universität Göttingen und 1976 der Nationalpreis der DDR als Einzelperson. 

## Hauptwerke
- Energetische Futterbewertung und Energienormen. 2. Auflage. VEB Deutscher Landwirtschaftsverlag, Berlin 1972.
- DDR-Futterbewertungssystem. 7. Auflage. VEB Deutscher Landwirtschaftsverlag, Berlin 1989. (1972 Veröffentlichung in russischer Sprache. Unter dem ursprünglich vorgesehenen Titel „Rostocker Futterbewertungssystem“ erschien das Buch 2003 in englischer und 2004 in deutscher Sprache, worin die Bewertung der Futtermittel nährstoffspezifischer (Verbesserung der Kohlenhydratanalyse) und mit dem ATP gestützten, energetischen Maßstab NER (Nettoenergie-Retention) erfolgt)
- Berechnung von Futterrationen auf der Grundlage des DDR-Futterbewertungssystems. 6. Auflage. VEB Deutscher Landwirtschaftsverlag, Berlin 1988.
- Anwendung des DDR-Futterbewertungssystems in der Pflanzenproduktion. 2. Auflage. VEB Deutscher Landwirtschaftsverlag, Berlin 1983.
- Stoff- und Energieumsatz beim ausgewachsenen, vorwiegend fettbildenden Tier. (Kapitel 5) und Milchbildung (Kapitel 9). In: Gebhardt, G. u. a.: Tierernährung. Hochschullehrbuch. 2. Auflage. VEB Deutscher Landwirtschaftsverlag, Berlin 1988.